# Sportpalatstalet

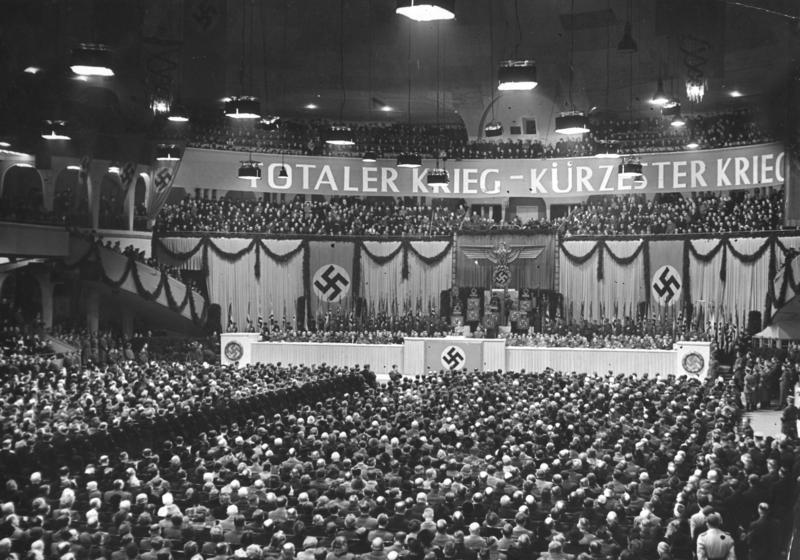
Joseph Goebbels håller Sportpalatstalet 1943. På skylten står det "Totaler Krieg – Kürzester Krieg" (det totala kriget är det kortaste kriget).

Sportpalatstalet var ett tal som framfördes av Tredje rikets minister för folkupplysning och propaganda Joseph Goebbels i Sportpalast i Berlin 18 februari 1943.

## Bakgrund
Talet hölls under perioden då andra världskrigets krigslycka vände för Tyskland. Slaget om Stalingrad hade förlorats och Sovjetunionen hade börjat att återta mark. Vid Casablancakonferensen hade Storbritanniens premiärminister Winston Churchill och USA:s president Franklin Roosevelt krävt Tysklands ovillkorliga kapitulation. Samtidigt stötte general Erwin Rommel på motgångar i Nordafrika när allierade fartyg sänkte tyska transportskepp med förnödenheter på väg mot Tripoli.
Som svar beordrade Adolf Hitler att Tyskland skulle krigsmobiliseras ytterligare. Den andra februari stängdes 100 000 restauranger och klubbar så att den civila befolkningen skulle kunna bidraga mer till krigsansträngningen. Därför lyssnade miljoner tyskar på Goebbels över radion när han berättade om de senaste veckornas bakslag.
Talet var viktigt då det var ett tidig erkännande att Tyskland stod inför stor fara, vilket Goebbels använde för att motivera folket till att fortsätta kampen hårdare. Hans huvudsakliga argument var att om inte den tyska armén och dess allierade lyckades hålla tillbaka hotet från öster skulle riket slukas av bolsjevism och kort därefter skulle även resten av Europa falla. Han sammanfattade det som att tvåtusen års västerländsk historia var i fara och skyllde Tysklands nederlag på judarna. Medan Goebbels benämnde Sovjetunionens mobilisering som djävulsk förklarade han att ”Vi kan inte överkomma det bolsjevistiska hotet om vi inte använder liknande, dock inte identiska, metoder i ett totalt krig.” På så sätt rättfärdigade han nedskärningarna av den sociala standarden som temporära åtgärder.

## Citat och utdrag

### De tio frågorna
Den stora mängden samlade människor i Sportpalatset var oerhört entusiastisk och hurrade och klappade händerna så intensivt att Goebbels stundtals var tvungen att stanna upp i talet i upp till en minut för att hans ord dränktes i mullret av de tusende röster som uttryckte sitt fulla stöd till det som sades. Högst var publikens rop vid den del av talet där han för att kontra engelsmännens hävdanden att det tyska folket hade gett upp hoppet om seger och var trötta på att kämpa sade:
”Den engelska och amerikanska pressen har de senaste dagarna skrivit mycket om det tyska folkets attityd under den här krisen. Engelsmännen tror sig känna det tyska folket bättre än vad vi gör, dess eget ledarskap! De ger hypokratiska råd om vad vi skall göra och inte göra. De tror att det tyska folket av idag är samma folk som i november 1918 föll offer för deras övertygande list. Jag behöver inte motbevisa deras bedyranden. Det kommer att komma från det kämpande och arbetande tyska folket.
För att göra sanningen klar dock, mina tyska kamrater, vill jag ställa er en serie frågor. Jag vill att ni besvarar dem av bästa förmåga, enligt ert samvete. När mina åhörare applåderade den 30 januari rapporterade den engelska pressen nästa dag att allt var ett propagandatrick som inte representerade den sanna åsikten hos det tyska folket. Jag har idag bjudit in ett genomsnitt av det tyska folket, i detta ords bästa betydelse. Framför mig sitter rader av tyska skadade från östfronten, med amputerade ben och armar, med genomskjutna lemmar, de som har förlorat sin syn och som har kommit hit med sina sjuksköterskor, män som i sin blomstrande ungdom tvingas sitta med sina kryckor framför sig. Bland dem finns femtio som bär riddarkorset med eklöv, lysande exempel på vår stridande front. Bakom dem höjer sig en grupp rustningsarbetare och -arbeterskor från Berlins stridsvagnsfabriker. Bakom dem finns partitjänstemän, soldater från vår kämpande försvarsmakt, läkare, vetenskapsmän, konstnärer, ingenjörer och arkitekter, lärare, tjänstemän och anställda vid myndigheter och kontor. En stolt representation från varje område i vårt andliga samhälle som trots brinnande krig kommer med exempel på enastående mänskliga förmågor. Över hela Sportpalatset ser jag tusentals tyska kvinnor framför mig ikväll. Ungdomen är här, liksom åldringarna. Inget stånd, ingen yrkesgrupp, ingen åldersgrupp förblev oinbjuden. Jag kan således med all rätt säga att framför mig sitter ett representativt urval av hela det tyska folket, såväl från fäderneslandet som från fronten. Stämmer detta? Ja eller nej? 
Ni, mina åhörare, representerar i detta ögonblick vår nation. Och till er skulle jag vilja rikta tio frågor som ni inför hela världen och i synnerhet inför våra fiender, som också hör oss i sina radioapparater, å tyska folkets vägnar kommer att svara på.
Engelsmännen hävdar att det tyska folket har förlorat tron på seger. Jag frågar er: Tror ni med Führern och med oss på det tyska folkets slutgiltiga seger? Jag frågar er: Är ni beslutna att följa Führern i vått och torrt mot segern och är ni villiga att även acceptera de tyngsta personliga bördor?
För det andra: Engelsmännen säger att det tyska folket är trött på att strida. Jag frågar er: Är ni redo att följa Führern till fäderslandets värn, stående bakom den stridande armén och fortsätta denna kamp med vild beslutsamhet och utan att förvillas genom ödets alla nycker ända tills segern är vår?
För det tredje: Engelsmännen hävdar att det tyska folket inte längre har någon lust att utföra de allt större krigsansträngningar som regeringen begär av det. Jag frågar er: Är ni och är det tyska folket beslutna att arbeta, om Führern så beordrar, tio, tolv och om nödvändigt 14 timmar om dagen för att ge allt åt segern?
För det fjärde: Engelsmännen hävdar att det tyska folket motsätter sig rikets åtgärder för totalt krig. Det vill inte ha totalt krig utan kapitulation. Jag frågar er: Vill ni ha det totala kriget? Om nödvändigt, vill ni ha ett krig mer totalt och radikalt än vi idag över huvud taget kan föreställa oss det?
För det femte: Engelsmännen hävdar att det tyska folket har förlorat sin tillit till Führern. Jag frågar er: Är ert förtroende för Führern idag större, trosvissare och mer orubbligt än någonsin? Är ni redo att följa honom vartän han går och göra allt som är nödvändigt för att föra kriget till ett absolut och oinskränkt segerrikt slut?
För det sjätte frågar jag er: Är ni redo att från och med nu ge all er kraft för att bistå östfronten med män och vapen som krävs för att ge bolsjevismen dess dödsstöt?
För det sjunde frågar jag er: Svär ni en helig ed till fronten att fäderneslandet alltid skall stå fast bakom dem och ge dem allt de begär för att nå segern?
För det åttonde frågar jag er: Vill ni, i synnerhet ni kvinnor, att regeringen sörjer för att också den tyska kvinnan ställer hela sin kraft till förfogande för krigsansträngningarna och överallt där det är möjligt ersätter män för att frigöra dem till fronten och därmed bringa hjälp åt era män vid fronten?
För det nionde frågar jag er: Godkänner ni, om nödvändigt, de mest radikala åtgärder mot små grupper av smitare och svartabörshandlare som mitt i kriget låtsas att det är fred och egoistiskt utnyttjar folkets nöd för att berika sig själva? Godkänner ni att de som skadar krigsinsatsen skall förlora sina huvuden?
För det tionde och sista frågar jag er: Vill ni att, såsom det nationalsocialistiska programmet bjuder, lika rättigheter och lika förpliktelser skall gälla under kriget, så att folket på sina skuldror solidariskt bär krigets hårda ansträngningar, lika för hög som låg, fattig som rik?
Jag har frågat och ni har besvarat mina frågor. Ni är del av folket och genom er mun har det tyska folkets ställningstagande manifesterat sig. Ni har ropat det åt våra fiender så att de inte gör sig några illusioner eller falska idéer.”

### Talets slut
Vid talets slut ljöd applåderna oupphörligt och den sista frasen var helt omöjlig att uppfatta på ljudinspelningen av talet.
”Den här stora krisen och nöden för det vanliga livet visar vilka som är sanna män och kvinnor. Vi har inte längre någon rätt att tala om det svagare könet, för båda könen visar samma vilja och andliga styrka. Riket är berett för allt. Führern har befälet, vi skall följa honom. I den här timman av nationellt återblickande tror vi fast och orubbligen på segern. Vi ser den framför oss, vi behöver bara sträcka oss efter den. Vi måste se allt annat än kampen för seger som underordnat. Det är plikten för stunden. Låt parollen vara:
— Folk, stå upp, och låt stormen bryta lös!”